# Bolanthus graecus
Bolanthus graecus là loài thực vật có hoa thuộc họ Cẩm chướng. Loài này được (Schreb.) Barkoudah mô tả khoa học đầu tiên năm 1962.